# Z-plansborg
Z-plansborg er en type borgdesign, der er almindelig i Skotland og England. En Z-plansborg har et solidt, centralt rektangulært tårn med mindre tårne tilføjet i diagonalt modsatte hjørner.
Fremtrædende eksempler på Z-plansborge inkluderer Brodie Castle i Moray, Castle Menzies i Perthshire, Glenbuchat Castle i Aberdeenshire, Castle Fraser i Aberdeenshire, Claypotts Castle i Dundee og Hatton Castle i Angus.